# سقط جنین ناامن

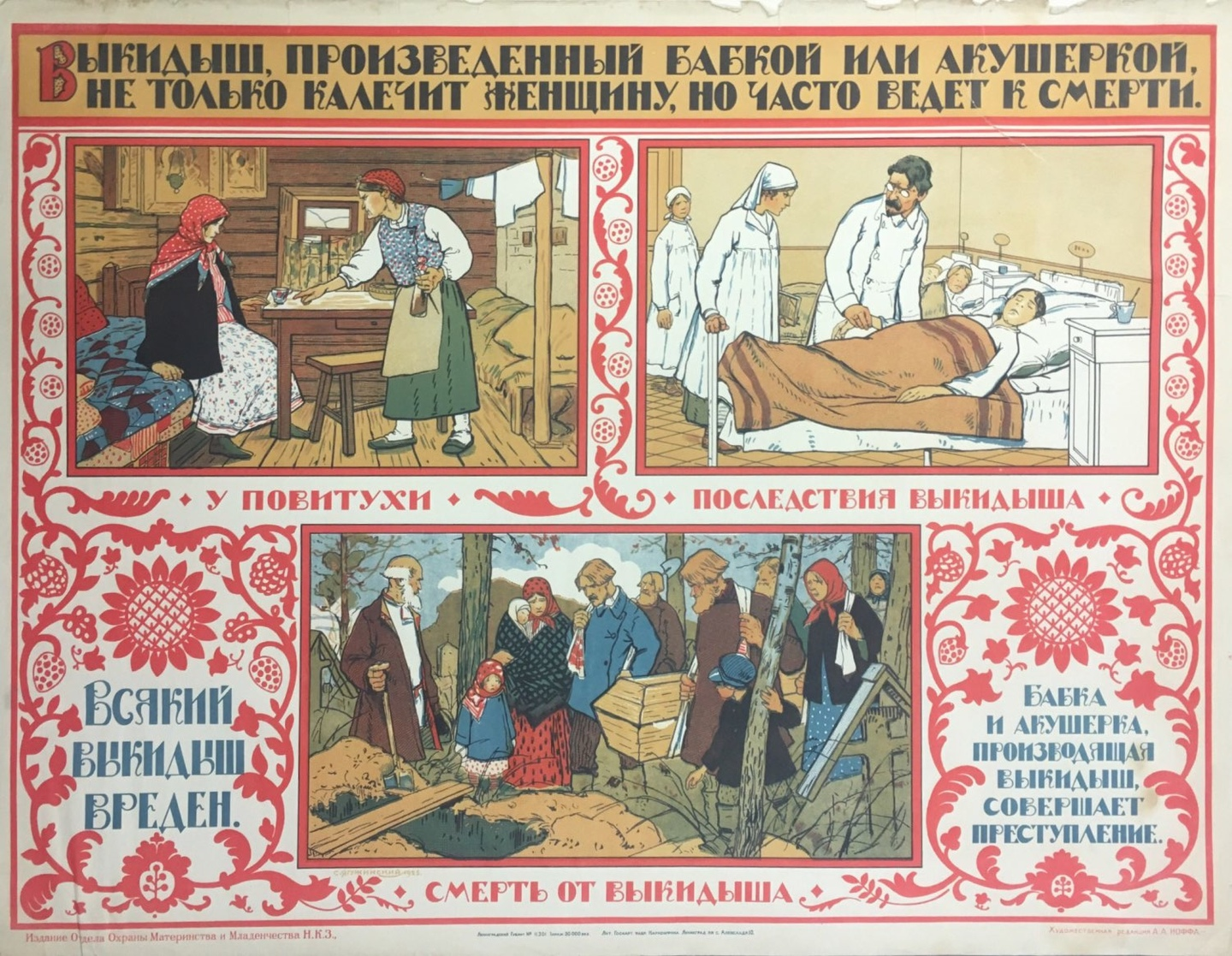
پوستر شوروی در دههٔ ۱۹۲۰. ترجمه عنوان: «سقط جنین توسط مادربزرگ یا ماماهای خودآموخته نه تنها زن را معلول می‌کند، بلکه اغلب منجر به مرگ نیز می‌شود.»

سقط جنین ناامن روش انجام عمل سقط جنین توسط افراد فاقد مهارت‌های لازم یا انجام این عمل در محیط‌هایی با حداقل استانداردهای پزشکی یا دارا بودن هر دو این شرایط است. سقط جنین ناامن روشی خطرناک است که جان شخص را به خطر می‌اندازد. این روش شامل سقط جنین خود وادار کرده، سقط جنین در شرایط غیربهداشتی، و سقط جنین انجام‌شده توسط پزشکی است که پس از انجام آن توجه درخوری به بارور ندارد. دست کم ۲۵ میلیون سقط جنین ناامن در سال وجود دارد که اکثر آن‌ها در کشورهای در حال توسعه رخ می‌دهد.
سقط جنین ناامن سالیانه منجر به ایجاد عوارض برای حدود ۷ میلیون زن می‌شود. سقط جنین ناامن نیز یکی از علل اصلی مرگ و میر در دوران بارداری و زایمان است (حدود ۵ تا ۱۳ درصد از کل مرگ و میرها در این دوره). اکثر سقط جنین‌های ناامن در جایی اتفاق می‌افتند که پیشگیری از بارداری مدرن در دسترس نیست، یا در کشورهای در حال توسعه که پزشکان مقرون به صرفه و آموزش‌دیده به راحتی در دسترس نیستند، یا جایی که سقط جنین غیرقانونی است. با محدودیت‌های بیشتر طبق قانون، میزان مرگ و میر و سایر عوارض بیشتر است.

## برای مطالعهٔ بیشتر
- حسینی، سیدمحمد؛ رهایی، سعید (۹ بهمن ۱۴۰۰). «نگاهی کارکردگرایانه به «سقط جنین آزاد» با تأکید بر رویه دیوان اروپایی حقوق بشر» (PDF). دانشگاه مفید.
- «شما؛ تجربه‌هایی از سقط جنین ناامن در ایران و افغانستان». بی‌بی‌سی فارسی. ۱۰ ژوئن ۲۰۱۸.